# امووا، استرالیای جنوبی
امووا (به انگلیسی: Umuwa) یک منطقهٔ مسکونی در استرالیا است که در استرالیای جنوبی واقع شده است.